# Nyangao
Nyangao è una circoscrizione mista (mixed ward) della Tanzania situata nel distretto rurale di Lindi, regione di Lindi. Conta una popolazione di 9 835 abitanti (censimento 2012).